# No Plan
No Plan is een extended play van de Britse muzikant David Bowie. De EP werd postuum uitgebracht in 2017, op de dag waarop hij 70 jaar zou zijn geworden. De nummers "No Plan", "Killing a Little Time" en "When I Met You" werden door Bowie geschreven voor zijn musical Lazarus en werden opgenomen tijdens de sessies voor zijn laatste studioalbum Blackstar. Alle nummers verschenen eerder op de bonus-CD bij het castalbum van de musical Lazarus. Bij het nummer "No Plan" werd ook een videoclip uitgebracht.

## Tracklist
Alle nummers geschreven door Bowie.
1. "Lazarus" – 6:24
2. "No Plan" – 3:40
3. "Killing a Little Time" – 3:46
4. "When I Met You" – 4:09